# 國家教育研究院教育資源及出版中心
國家教育研究院教育資源及出版中心，隸屬中華民國教育部國家教育研究院，原為1956年成立的國立教育資料館（教資館），2011年3月30日併入國家教育研究院；主要館舍位於臺北市大安區和平東路一段179號8樓。

## 歷史
教資館緣起有二：第一是第二次世界大戰後，英、法等先進國家為解決教育問題、推廣教育新知並改進教育資料服務，紛紛創設教育資料專業中心，而中華民國類似之專責機構則尚闕如；第二是中華民國為推行視聽教育，幾經聯合國教科文組織在華顧問歐輔仁博士（Dr. E. F. Overend）及美國國際合作總署駐華安全分署（Mutual Security Mission to China，即美國駐華美援公署前身）教育組組長白朗博士等人協助，推動創設視聽教育之專責機構。
教資館重要歷史如下：
- 1956年5月1日 教資館成立並啟用印信。

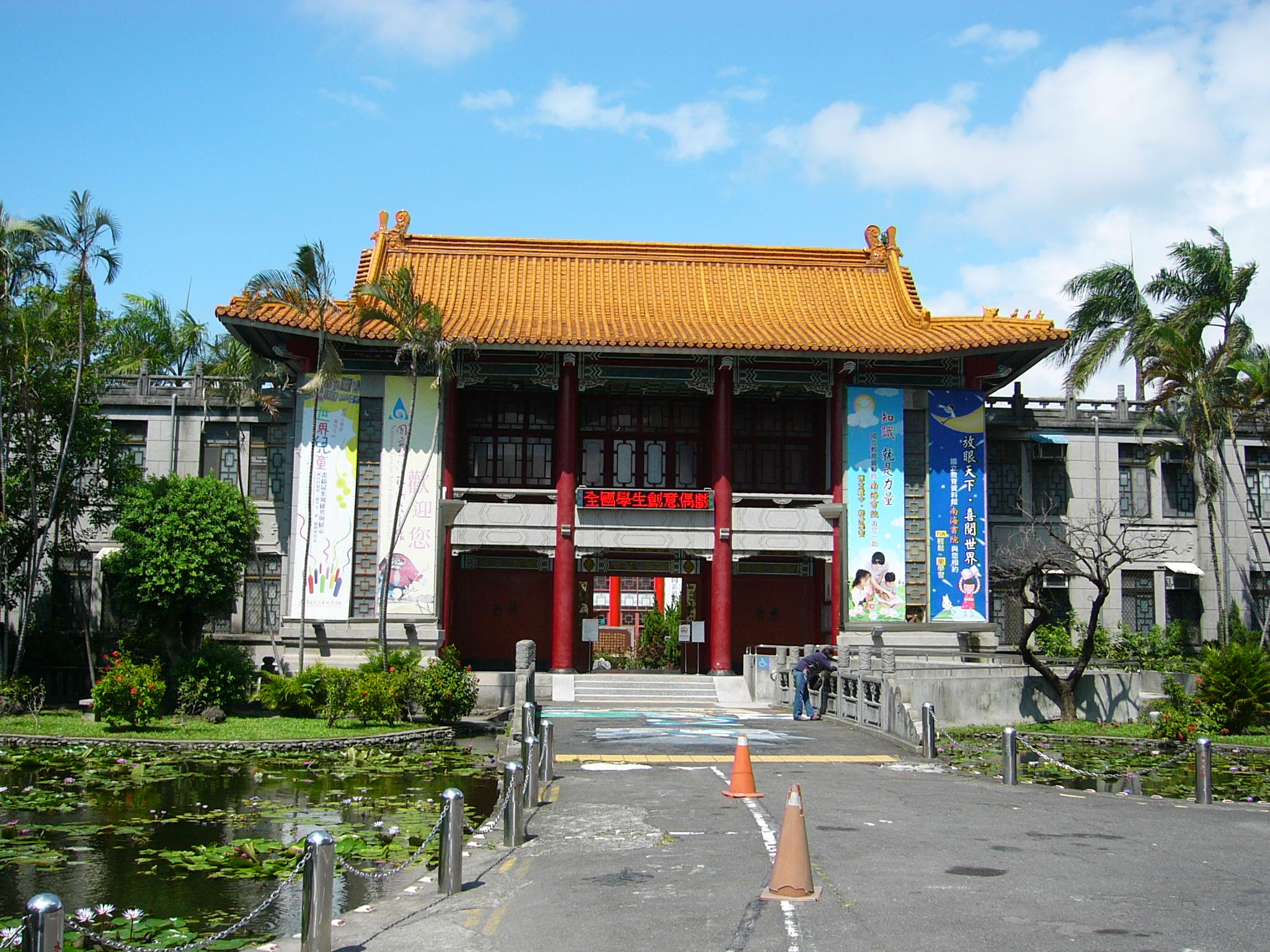
國立教育資料館曾經遷入的原國立中央圖書館館舍

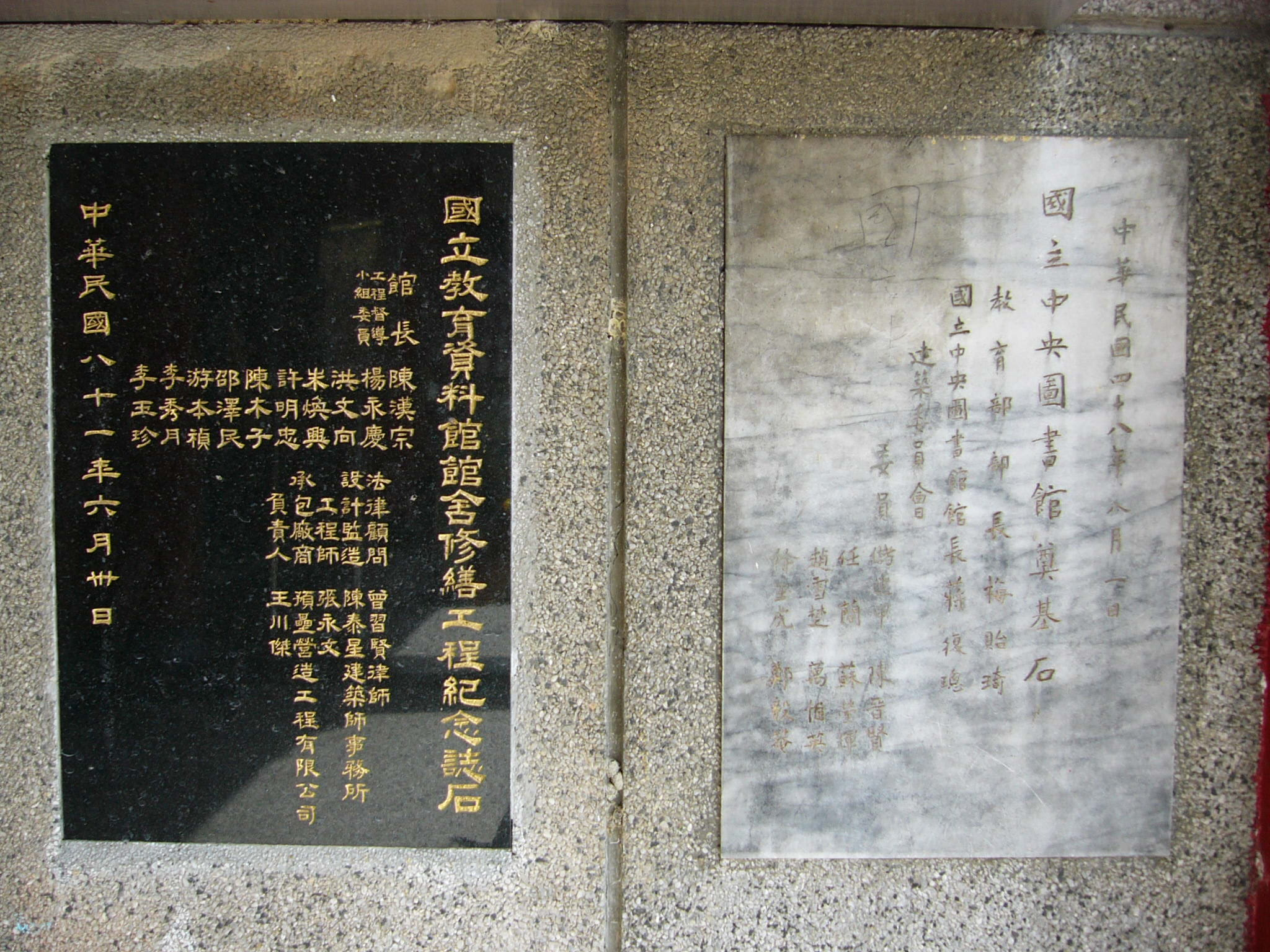
原國立中央圖書館館舍大門旁的國立中央圖書館館舍奠基石與國立教育資料館館舍修繕工程紀念石

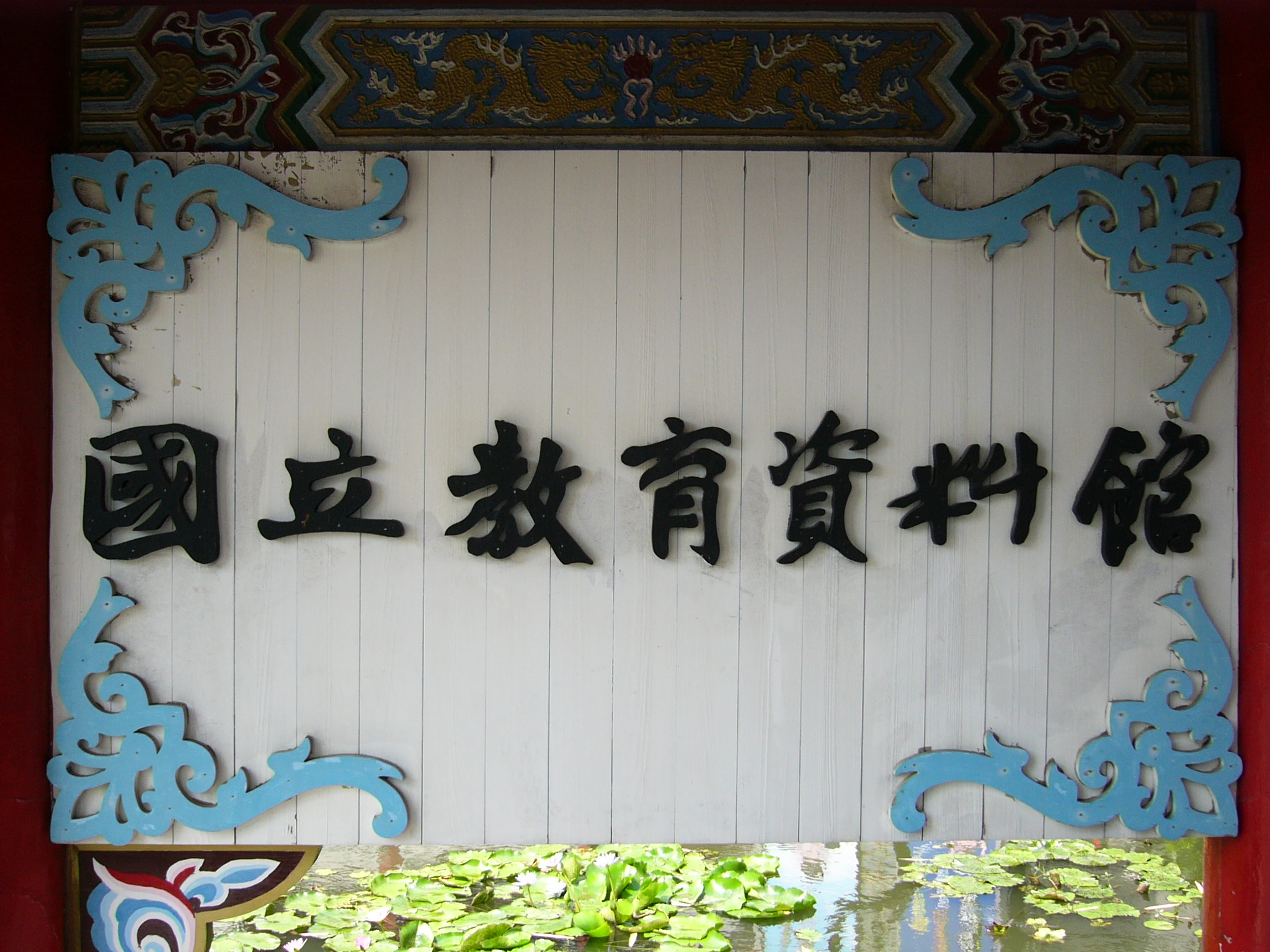
原國立中央圖書館館舍大門前的國立教育資料館中文題字

- 1959年，教資館新建館舍於台北市中正區南海路41號。
- 1960年，教育廣播電台（教育電台）開播。
- 1962年，《國立教育資料館組織條例》公布。
- 1962年2月14日，第四屆全國教育會議在台北市開幕[2]，教育電視廣播實驗電台開播。[3]
- 1963年12月1日，教育電視廣播實驗電台改名教育電視廣播電台（教育電視台）。[4]
- 1971年，教育電視台業務移交中華電視台。
- 1987年，教資館遷入台北市中正區南海路43號原國立中央圖書館館舍。
- 1998年，《國立教育廣播電台組織條例》公布，教育電台由原教資館之附屬機關改制為教育部附屬之一級機關。
- 2002年10月，因應組織變革與整體教育發展之需要，教資館遷入台北市大安區和平東路一段181號，南海路舊址移交國家人權紀念館籌備處。
- 2006年6月，教資館南海路舊館交回教資館營運，整建後更名「南海書院」對外提供多元化服務[5]。
- 2011年3月30日，教資館併入國家教育研究院，成為國家教育研究院教育資源及出版中心。
- 2011年6月9日，原教資館南海書院館舍正式移撥國立臺灣藝術教育館使用。

綜觀教資館業務之發展，在資料型態上從紙本館藏到數位典藏，在資源利用上從傳統的定點式推廣到網路化行銷。其資訊數位化工作肇始於1994年，陸續架設電腦主機系統、建立館藏書目系統、學術網路連線，至今有豐富便捷的成果：紙本/文字方面，1999年完成「教育論文全文資料庫」，翌年則開放教育專案研究報告、國外教育訊息等系統；紙本/文字方面，「教學多媒體隨選視訊(MOD)系統」亦於1999年完成，並於2008年完成改版：網站方面已有中、英文版及6個分眾版之建立；網頁資源系統方面，陸續建置有教師與校長的專業成長系統、鄉土教育資源網、台灣方志、教育人物誌、百年學校、各級學校校刊網、中學題庫網等等「教育專題」，共計100餘個網頁資源。

## 歷任首長
國立教育資料館館長
教資館首任館長為沈亦珍先生（1956~1958），歷任館長包括：劉先雲（1958~1970）、李覲高（1970~1972）、熊先舉（1972~1977）、陳嘉言（1977~1988）、陳漢宗（1988~1994）、毛連溫（1994~2002）、許志賢（2002~2004），其後梅瑤芳、陳德華、陳明印分別短暫代理，王世英自2005年7月接任館長。
國家教育研究院教育資源及出版中心主任
張雲龍（2013~2017）、林于郁（2018~ ）。

## 館舍
教資館籌備及成立之初，辦公場所曾先後借用臺灣省立師範學院（今國立臺灣師範大學）、臺北市大安區板橋國民學校（今臺北市大安區幸安國民小學）教師研習會、南海學園獻堂館；後經臺灣省政府教育廳及行政院美援運用委員會支持經費，洽定在南海學園國立臺灣科學教育館四樓平頂大樓上興建五層圓形大廈。該廈於1958年6月1日興工，至1959年2月24日落成、4月4日遷入使用。1987年1月教資館復遷至南海學園內國立中央圖書館所留舊館舍，再於2002年10月遷於和平東路現址。

## 外部連結
- 國家教育研究院教育資源及出版中心（页面存档备份，存于）
- 視聽教育FAQ（台灣教育傳播暨科技學會網頁）